# Église Saint-Nicolas de Kisiljevo
Pour les articles homonymes, voir Église Saint-Nicolas.
L'église Saint-Nicolas de Kisiljevo (en serbe cyrillique : Црква Светог Николе у Кисиљеву ; en serbe latin : Crkva Svetog Nikole u Kisiljevu) est une église orthodoxe serbe située à Kisiljevo, dans la municipalité de Veliko Gradište et dans le district de Braničevo en Serbie. Elle est inscrite sur la liste des monuments culturels protégés de la république de Serbie (identifiant no SK 611).

## Présentation
Située au centre du village, l'église a été construite dans la première moitié du XIXe siècle.
Elle mesure 15,41 m de long, 6,85 m de large et 9,80 m de haut. Elle est constituée d'une nef unique prolongée par une grande abside demi-circulaire à l'est ; deux absidioles latérales se trouvent dans la zone de l'autel ; une galerie soutenue par des piliers en bois a plus tard été ajoutée à l'ouest de la nef. Le toit de l'édifice était à l'origine recouvert de roseaux, aujourd'hui remplacés par des tuiles.
La partition de l'autel, assez simple, est peinte de motifs floraux. En revanche, les icônes de l'iconostase sont de grande valeur ; elles ont été réalisées par des peintres renommés du règne du prince Miloš Obrenović. Les « portes royales » et les icônes des trônes sont dues à Arsenije Jakšić et datent de 1826, tandis que les portes nord et sud et les autres icônes de l'iconostase sont l'œuvre de Živko Pavlović qui les a peintes en 1836.
L'église a connu certains changement lors de sa restauration en 1981 ; les murs ont été renforcés par du béton armé et le toit a été reconstruit pour lui rendre son aspect d'origine ; les murs intérieurs et extérieurs ont été enduits de plâtre.
En 1928, un moment aux soldats morts entre 1912 et 1919 a été érigé sur le parvis ; il prend la forme d'un obélisque en granite noir posé sur une base pyramidale ; à son sommet se trouve une statue en bronze représentant un aigle avec les ailes déployées.